# Mimiya signata
Mimiya signata är en insektsart som beskrevs av Young 1986. Mimiya signata ingår i släktet Mimiya och familjen dvärgstritar. Inga underarter finns listade i Catalogue of Life.